# Hylletofta socken
Hylletofta socken i Småland ingick i Västra härad, ingår sedan 1971 i Sävsjö kommun i Jönköpings län och motsvarar från 2016 Hylletofta distrikt.
Socknens areal är 62,78 kvadratkilometer, varav land 62,25. År 2000 fanns här 106 invånare. Kyrkbyn Hylletofta med sockenkyrkan Hylletofta kyrka ligger i socknen. 

## Administrativ historik
Hylletofta socken har medeltida ursprung.
Vid kommunreformen 1862 övergick socknens ansvar för de kyrkliga frågorna till Hylletofta församling och för de borgerliga frågorna till Hylletofta landskommun. Landskommunen inkorporerades 1952 i Vrigstads landskommun vilken upplöstes 1971, då denna del överfördes till Sävsjö kommun. Församlingen uppgick 2006 i Vrigstad-Hylletofta församling.
1 januari 2016 inrättades distriktet Hylletofta, med samma omfattning som församlingen hade 1999/2000.  
Socknen har tillhört samma fögderier och domsagor som Västra härad. De indelta soldaterna tillhörde Jönköpings regemente, Västra härads kompani, och Smålands grenadjärkår, Livkompanit.

## Geografi
Hylletofta socken ligger väster om Sävsjö och är en av Smålands högst belägna socknar (353 meter över havet med huvudbygden söderut vid Hylletoftaån. Socknen består av bergig och mossrik skogsmark.

## Fornlämningar
Några gravrösen från bronsåldern och tre järnåldersgravfält med domarringar finns här, liksom en offerkälla vid Sjöstorp.

## Namnet
Namnet (1270 Höltuptum), taget från kyrkbyn, innehållet förledet hyl', fördjupning eller utvidgning i sjö/vattendrag, sjö, och efterledet tomt, öppen gård.

### Fotnoter
1. 1 2 3  Svensk Uppslagsbok andra upplagan 1947–1955: Hylletofta socken
2. 1 2  Harlén, Hans; Harlén Eivy (2003). Sverige från A till Ö: geografisk-historisk uppslagsbok. Stockholm: Kommentus. Libris 9337075. ISBN 91-7345-139-8
3. ↑  ”Församlingar”. Statistiska centralbyrån. https://www.scb.se/hitta-statistik/regional-statistik-och-kartor/regionala-indelningar/forsamlingar/. Läst 30 december 2022.
4. ↑  Administrativ historik för Hylletofta socken (Klicka på församlingsposten). Källa: Nationella arkivdatabasen, Riksarkivet.
5. ↑  Indelta soldater, torp och rotar i Jönköpings län Arkiverad 24 januari 2012 hämtat från the Wayback Machine. Jönköpingsbygdens Genealogiska Förening
6. 1 2  Sjögren, Otto (1931). Sverige geografisk beskrivning del 2 Östergötlands, Jönköpings, Kronobergs, Kalmar och Gotlands län. Stockholm: Wahlström & Widstrand. Libris 9939
7. 1 2 3  Nationalencyklopedin
8. ↑  Fornlämningar, Statens historiska museum: Hylletofta socken
9. ↑  Fornminnesregistret, Riksantikvarieämbetet: Hylletofta socken Fornminnen i socknen erhålls på kartan genom att skriva in sockennamn (utan "socken") i "Ange geografiskt område"